# Rezolucija Vijeća sigurnosti UN-a 1119
Rezolucijom Vijeća sigurnosti Ujedinjenih naroda 1119, jednoglasno usvojena 14. srpnja 1997., nakon podsjećanja na prethodne rezolucije o Hrvatskoj uključujući rezolucije 779 (1992.), 981 (1995.), 1025 (1995.), 1038 (1996.), 1066 (1996.) i 1093 (1997.), Vijeće je ovlastilo Promatračku misiju Ujedinjenih naroda na Prevlaci (UNMOP) da nastavi praćenje demilitarizacije na području poluotoka Prevlake u Hrvatskoj do 15. siječnja 1998.
Vijeće je bilo zabrinuto što Hrvatska i Savezna Republika Jugoslavija (Srbija i Crna Gora) nisu uspjele postići napredak u usvajanju praktičnih prijedloga koje su predložili vojni promatrači Ujedinjenih naroda u svibnju 1996. kako bi se smanjile napetosti i poboljšala sigurnost u području u dodatak rješavanju spora oko Prevlake.
Strane su pozvane da u potpunosti provedu sporazum o normalizaciji međusobnih odnosa, suzdrže se od nasilja, osiguraju slobodu kretanja promatračima Ujedinjenih naroda i uklone mine. Od glavnog tajnika Kofija Annana zatraženo je da do 5. siječnja 1998. izvijesti Vijeće o situaciji u pogledu napretka prema mirnom rješenju spora između dviju zemalja. Konačno, Stabilizacijske snage, ovlaštene Rezolucijom 1088 (1996.), morale su surađivati s UNMOP-om.

## Vanjske poveznice
| Wikizvor | Engleski Wikizvor ima izvorni tekst na temu: United Nations Security Council Resolution 1119 |

- Text of the Resolution at undocs.org